# نيسلون باريرا
نيسلون باريرا (بالبرتغالية: Nélson Pereira‏) (مواليد 20 أكتوبر 1975) هو لاعب كرة قدم. يلعب مع منتخب البرتغال لكرة القدم. سبق له أن لعب في كأس العالم لكرة القدم مع منتخب بلاده.

## مسيرته الكروية
لعب نيسلون باريرا خلال مسيرته الاحترافية مع 5 أندية في ستة عشر موسمًا ولم يسجل خلالها أي هدف ضمن 201 مباراة. حيث فاز في موسم واحد بالكأس وفي موسمين بالدوري.
خاض نيسلون باريرا مسيرته مع S.C.U. Torreense ‏ في موسم 1994–95 واستمر معه طيلة ثلاثة مواسم، مشاركًا في 61 مباراة ولم يسجل أي هدف. ثم انتقل إلى نادي سبورتينغ لشبونة في موسم 1997–98 ليلعب معه تسعة مواسم، حيث شارك في 66 مباراة ولم يسجل أي هدف أيضًا. لينتقل بعدها إلى نادي فيتوريا سيتوبال في موسم 2006–07 لمدة موسم واحد، مشاركًا في 8 مباريات ولم يسجل أي هدف أيضًا. ثم انتقل إلى نادي إستريلا دا أمادورا في موسم 2007–08 ولمدة موسمين، مشاركًا في 53 مباراة ولم يسجل أي هدف أيضًا. هذا وانتقل لاحقًا إلى نادي بيلينينسش في موسم 2009–10 لمدة موسم واحد، مشاركًا في 13 مباراة ولم يسجل أي هدف أيضًا.

## روابط خارجية
- نيسلون باريرا على موقع قاعدة بيانات كرة القدم.إي يو (الإنجليزية)
- نيسلون باريرا على موقع ناشيونال فوتبول تيمز (الإنجليزية)
- نيسلون باريرا على موقع Soccerway.com (الإنجليزية)
- نيسلون باريرا على موقع عالم كرة القدم.نت (الإنجليزية)